# Adippe zebrina
Adippe zebrina är en insektsart som beskrevs av Leon Fairmaire. Adippe zebrina ingår i släktet Adippe och familjen hornstritar. Inga underarter finns listade i Catalogue of Life.